# Figulus piceus
Figulus piceus es una especie de coleóptero de la familia Lucanidae.

## Distribución geográfica
Habita en Vietnam y Tailandia.